# Margarete Rudoll
Margarete Rudoll (* 27. Februar 1906 in Frankfurt am Main; † 15. September 1979 in Essen) war eine deutsche Politikerin (SPD). Von 1953 bis 1969 war sie Mitglied des Deutschen Bundestages.

## Leben
Sie wurde 1906 als Margarete Deitrich in Frankfurt am Main geboren. Ihr Vater arbeitete erst bei der Gewerkschaft, später bei der Volksfürsorge. Im Jahr 1911 zog ihre Familie nach Essen, wo sie die Volksschule besuchte. Anschließend machte sie eine Ausbildung zur Kontoristin. Mit vierzehn Jahren wurde sie Mitglied der Arbeiterjugend und auch der Gewerkschaft, fünf Jahre später trat sie der SPD bei. Ehrenamtlich arbeitete sie auch bei der Kinderfreunde-Vereinigung, wo sie Willi Rudoll kennenlernte, den sie 1929 heiratete. Zwei Jahre später wurde ihre Tochter Erika geboren.

## Politik

### Nationalsozialismus
Margarete Rudoll betätigte sich bis 1933 als ehrenamtliche Vorsitzende bei den Essener Kinderfreunden. Im Frühjahr 1933 zog die Familie nach Heidhausen, heute ein Stadtteil von Essen. Die politische Arbeit wurde im Geheimen fortgesetzt. Bei einem dieser illegalen Treffen wurde am 1. Mai 1935 ihr Mann festgenommen und ins Konzentrationslager Esterwegen interniert, wo er ein Jahr lang blieb. Danach wurde er freigelassen, verlor aber seinen Arbeitsplatz bei Krupp. Nach 1945 waren sie auch weiterhin politisch aktiv. Ihr Mann betätigte sich bei den „Falken“, Margarete wurde zur Protokollführerin bei den Tagungen und Besprechungen der SPD auf Essener Ebene. Anfang 1946 wurde sie, ebenso wie Maria Berns, Artur Fritsch und Gustav Streich, in den Rat der Stadt Essen berufen und im Oktober 1946 in diesen gewählt.

### Bundestag
Rudoll war einige Jahre als Sekretärin für Frauenfragen beim Deutschen Gewerkschaftsbund in Düsseldorf und später in Essen wieder berufstätig. Bis 1953 arbeitete sie in ihrem Beruf, in dem Jahr wurde sie über den Essener Süd-Wahlkreis in den Deutschen Bundestag gewählt. In dieser Zeit war sie insbesondere im Ausschuss für Arbeit tätig. Sie wurde noch drei Mal wiedergewählt und gehörte dem Bundestag bis 1969 an. Ihre Nachfolgerin wurde ihre Vertraute Antje Huber, für die sie sich eingesetzt hatte und die bis 1987 wirken konnte.

## Letzte Jahre
Ihre letzten Jahre verlebte Rudoll wieder in Essen. Sie half 1975 bei der Neugründung der AWO in Essen-Werden und prüfte dort unter anderem für einige Jahre die Kasse. Im Jahr 1969 wurde ihr die Verleihung des Großen Verdienstkreuzes angeboten, welches sie allerdings mit den Worten „das Vertrauen ihrer Mitbürger und Wähler war ihr stets Anerkennung genug“ ablehnte. Rudoll starb nach langer und schwerer Krankheit am 15. September 1979 und wurde in aller Stille neben ihrem 1978 verstorbenen Ehemann auf dem Bergfriedhof in Essen-Heidhausen beigesetzt. In einem von Willy Brandt, Helmut Schmidt und Herbert Wehner publizierten Nachruf hieß es unter anderem: „Ihr politisches Engagement galt der Verwirklichung sozialer Gerechtigkeit und der Chancengleichheit in unserer Gesellschaft.“